# Manuela Escamilla
Manuela Escamilla, född 1648, död 1721, var en spansk skådespelare, sångerska och pjäsförfattare. Hon tillhörde den spanska guldålderns pjäsförfattare. Hon var 1654-1677 en populär ledande skådespelare, och ledde 1683-90 även sin fars teatersällskap som direktör. Hennes liv efter 1690 är okänt. 